# Alexander Campbell Mackenzie
Alexander Campbell Mackenzie (Edimburgo, 22 agosto 1847 – Londra, 28 aprile 1935) è stato un compositore e direttore d'orchestra britannico.

## Carriera
Mackenzie, figlio maggiore di Alexander Mackenzie e di sua moglie, Jessie Watson nata Campbell, era originario di una famiglia di musicistiː suo bisnonno suonava nella banda dell'esercito; suo nonno, John Mackenzie, era un violinista a Edimburgo e a Aberdeen; suo padre era anche violinista, direttore d'orchestra del Theatre Royal di Edimburgo e direttore della National Dance Music of Scotland.
Mackenzie studiò musica in Germania al Conservatorio di Sondershausen (Turingia), sotto la guida di Uhlrich per quanto riguarda il violino e di Stein per la composizione, rimanendovi dal 1857 al 1861, quando entrò nell'orchestra ducale come violinista.
Nel 1862 si iscrisse alla Reale Accademia di Musica di Londra, dove insegnavano, tra gli altri, Sainton, il preside Charles Lucas (armonia) e Frederick Bowen Jewson (pianoforte). Poco dopo aver iniziato l'accademia, gli fu assegnata una borsa di studio e incominciò a suonare nei concerti di musica classica sotto la guida del direttore d'orchestra Michael Costa.
Nel 1865 tornò ad Edimburgo dove assunse il ruolo di insegnante di musica nelle università locali.
Nel 1873 divenne direttore della Scottish Vocal Association e, dal 1864 al 1973, suonò il violino nei concerti orchestrali sia a livello locale che ai festival di Birmingham.
Nel 1874 Mackenzie sposò Mary Malina Burnside, con cui ebbe una figlia, Maria.
Nel 1888 subentrò a George Alexander Macfarren nella conduzione della Reale Accademia, incarico che mantenne fino al 1924; in questi trentasei anni riorganizzò la facoltà e si impegnò nell'insegnamento di composizione e di direzione d'orchestra. 
Visse per una buona parte della sua vita nella città di Firenze e durante questo periodo trascorse molto tempo in compagnia di Franz Liszt e iniziò a comporre opere di grandi dimensioni, tra cui musica strumentale, orchestrale, corale e due opere.
Come suo padre, Mackenzie si interessò molto alla musica folk e produsse diverse raccolte di arrangiamenti di canzoni tradizionali scozzesi. Nel 1903, interessato a studiare la canzone popolare canadese, intraprese un tour in Canada organizzato dal musicista anglo-canadese Charles Harriss.
Nel 1908 è stato eletto alla carica di presidente della International Musical Society, incarico che ha conservato fino al 1912.
Tra le sue composizioni, varie opere, tra le quali: Colomba (1883), His Majesty (1893), The Cricket on the Hearth (1902); inoltre compose musiche per orchestra, coro e da camera.